# Piedicroce
Piedicroce (korziško Pedicroce) je naselje in občina v francoskem departmaju Haute-Corse regije - otoka Korzika. Leta 2007 je naselje imelo 123 prebivalcev.

## Geografija
Kraj leži v severovzhodnem delu otoka Korzike 54 km južno od središča Bastie.

## Uprava
Piedicroce je sedež kantona Orezza-Alesani, v katerega so poleg njegove vključene še občine Campana, Carcheto-Brustico, Carpineto, Felce, Monacia-d'Orezza, Nocario, Novale, Ortale, Parata, Perelli, Piazzali, Piazzole, Piedipartino, Pie-d'Orezza, Pietricaggio, Piobetta, Rapaggio, Stazzona, Tarrano, Valle-d'Alesani, Valle-d'Orezza in Verdèse z 961 prebivalci.
Kanton Orezza-Alesani je sestavni del okrožja Corte.

## Zanimivosti
- cerkev sv. Petra in Pavla iz konca 17. stoletja, francoski zgodovinski spomenik
- ruševine frančiškanskega samostana d'Orezza, ustanovljenega 1483;
- kapela sv. Devote, zavetnice Korzike in Monaka, zgodovinski spomenik.